# Ovanthula apoda
Espèce
Ovanthula apoda est une espèce de cnidaires de la famille des Botrucnidiferidae.

## Systématique
Le nom valide complet (avec auteur) de ce taxon est Ovanthula apoda Van Beneden, 1924.